# Harts River
Der Harts ist ein rechter Nebenfluss des Vaal in Südafrika.

## Verlauf
Der Fluss hat seine Quellen in der Provinz Nordwest. Er fließt in südwestliche Richtung. Er durchfließt den Wentzel Dam und die Stadt Schweizer-Reneke. Auf dem letzten Stück seines Fließweges bildet er die Grenze zu der Provinz Nordkap. Der Harts mündet schließlich in den Vaal.

## Hydrometrie
Die Abflussmenge des Harts River wurde am Pegel Lloyds über die Jahre 1994 bis 2021, beim größten Teil seines Einzugsgebietes in m³/s gemessen.